# Le Petit Prince (2015)
Le Petit Prince (prt: O Principezinho; bra: O Pequeno Príncipe) é um filme francês de animação computadorizada de 2015, dos gêneros drama e fantasia, dirigido por Mark Osborne, com roteiro de Irena Brignull e Bob Persichetti baseado no romance Le Petit Prince, de Antoine de Saint-Exupéry.
Esta primeira adaptação animada de Le Petit Prince utilizou o estilo de animação stop-motion para a história do romance e a animação digital para a narrativa do quadro adicional.
A estreia mundial do filme aconteceu em 22 de maio de 2015, na 68.ª edição do Festival de Cannes na selecção oficial, fora de competição, seguida pelo lançamento cinematográfico da França em 29 de julho de 2015. No Brasil o filme estreou em 20 de agosto de 2015 e em Portugal a 3 de dezembro de 2015.

## Sinopse
A hélice de um avião cai na casa de uma menina curiosa e esperta, cuja mãe lhe dá uma educação muito rígida. Acidentalmente, ela acaba fazendo amizade com um velhinho das redondezas, que lhe conta a história de um certo principezinho que vive num asteroide.

## Elenco
| Personagem                       | EUA/Canadá (Original) | França              |
| -------------------------------- | --------------------- | ------------------- |
| A Menina                         | Mackenzie Foy         | Clara Poincaré      |
| O Aviador                        | Jeff Bridges          | André Dussollier    |
| O Principezinho/Pequeno Príncipe | Riley Osborne         | Andrea Santamaria   |
| A Mãe                            | Rachel McAdams        | Florence Foresti    |
| Sr. Príncipe                     | Paul Rudd             | Guillaume Canet     |
| A Rosa                           | Marion Cotillard      | Marion Cotillard    |
| A Raposa                         | James Franco          | Vincent Cassel      |
| A Serpente                       | Benicio del Toro      | Guillaume Gallienne |
| O Homem Vaidoso                  | Ricky Gervais         | Laurent Lafitte     |
| O Rei                            | Achille Orsoni        | Bud Cort            |
| O Professor                      | Paul Giamatti         | Bernard Tiphaine    |
| O Empresário                     | Albert Brooks         | Vincent Lindon      |

## Produção
Em 14 de outubro de 2010, o co-diretor do filme Kung Fu Panda, Mark Osborne, foi escolhido para realizar a adaptação cinematográfica de Le Petit Prince, baseada no romance homônimo de 1943, escrito por Antoine de Saint-Exupéry. Aton Soumache e Dimitri Rassam produziram o filme com um orçamento de 77 milhões de euros, que teve seu lançamento acontecido em 2015. Em 5 de junho de 2013, foi anunciado que James Franco, Marion Cotillard, Rachel McAdams e Jeff Bridges foram escalados para a dublagem do filme. Albert Brooks juntou-se ao elenco em 12 de dezembro, para interpretar o empresário, um vilão. Em 10 de dezembro de 2014, foi anunciado que Hans Zimmer seria o compositor da banda sonora do filme.
Os filhos do diretor Mark Osborne, Maddie e Riley, fizeram as vozes da menina e do pequeno príncipe nos estágios inicias da produção. Maddie cresceu e sua voz mudou, então ela foi substituída pela atriz Mackenzie Foy, que tinha 12 anos na época. Riley, então com 11 anos, foi mantido como a voz do pequeno príncipe pois de acordo com o diretor, eles não conseguiram achar alguém que fizesse um trabalho melhor que o dele.
O filme apresentou um dispositivo de enquadramento não presente no romance, com uma estudante que descobre o Principezinho através de um vizinho idoso solitário. O filme utilizou a animação digital para o mundo da garota e a animação stop-motion para o mundo do Pequeno Príncipe, como ela imagina. O desenvolvimento e a encenação do filme foram concluídas em Paris. A produção em seguida, foi mandada para Montreal para as fases finais da animação, produção e iluminação, para maximizar os créditos fiscais oferecidos aos projetos franco-canadianos.

## Lançamento
Em 11 de setembro de 2014, a Warner Bros. do Japão lançou um teaser do filme.
A companhia produtora Wild Bunch supervisionou as vendas internacionais do filme.  A Paramount Pictures da França foi a responsável pela distribuição do filme na França, em 29 de julho de 2015, enquanto sua divisão estado-unidense conhecida por Paramount Vantage é a responsável por distribuir o filme nos Estados Unidos. No Canadá, o filme será distribuído pela Entertainment One. A Warner Bros. foi a distribuidora responsável pelo filme na Alemanha e no Japão.
No Brasil, o filme foi lançado em 20 de agosto de 2015 sob a distribuição da Paris Filmes e em Portugal estreou-se a 3 de dezembro de 2015, sob a distribuição da Pris Audiovisuais.
O filme foi escolhido para selecção oficial da 68.ª edição do Festival de Cannes, em maio de 2015.